# 脉叶虎皮楠
脉叶虎皮楠（学名：Daphniphyllum paxianum），为虎皮楠科虎皮楠属下的一个植物种。